# Comitancillo
Comitancillo, (Txolja, en idioma mam)  es un municipio del departamento de San Marcos, en la República de Guatemala. Contaba con 78,157 habitantes según el censo de 2018 y para 2021 se proyectaba una población de 80,612 habitantes.
El poblado que ocupa la cabecera municipal fue fundado por los conquistadores españoles entre 1633 y 1648. En su territorio se encuentra el sitio arqueológico de Chipel, de la cultura mam.  
Durante la época colonial fue parte del importante convento mercedario de Tejutla, el cual fue muy influyente en la región hasta que los mercedarios tuvieron que entregarlo al clero secular en 1754, convirtiéndose en un curato a partir en ese momento. En el último cuarto del siglo xviii, el obispo Pedro Cortés y Larraz, quien llegó procedente de Cuilco como parte de su inspección de la diócesis guatemalteca y reportó que en ese entonces existían «sesenta y cuatro familias de muy buen vivir» en el lugar.
Después la Independencia de Centroamérica en 1821, Comitancillo siguió dependiendo de Tejutla, ahora en el departamento de Totonicapán/Huehuetenango y a partir del 3 de abril de 1838 fue parte de la región que formó el efímero Estado de Los Altos y que forzó a que el Estado de Guatemala se reorganizara en siete departamentos y dos distritos independientes el 12 de septiembre de 1839; el Estado de Los Altos fue reincorporado a Guatemala por el general conservador Rafael Carrera en 1840. Durante el gobierno conservador que se extendió desde 1840 hasta 1871, el curato de Tejutla conservó su influencia.
El poder de Tejutla se desmoronó con el triunfo de la Reforma Liberal en 1871; cuando los liberales liderados por Miguel García Granados y Justo Rufino Barrios tomaron el poder, iniciaron una política tensa con la Iglesia Católica, que terminó con la expulsión y expropiación de bienes de las órdenes regulares y con la eliminación del diezmo obligatorio, para ahogar al clero secular.

## División política
El municipio se compone de un pueblo, veintiuna aldeas, treinta y seis caseríos, veinte cantones y un paraje.

### Aldea Tuichilupe
La aldea Tuichilupe es una de las más grandes del municipio. Fue fundada en el año 1920 y se ubica en la parte sur del municipio. Tiene una extensión territorial de 21 km². Se encuentra a una distancia de 6 kilómetros de la cabecera municipal de Comitancillo, de 26 kilómetros de la cabecera departamental de San Marcos, y de 278 km de la Ciudad de Guatemala. La comunidad celebra sus fiestas en honor a la virgen Maria el 27 de mayo y a la virgen de Guadalupe el 12 de diciembre. Los sectores que conforman la comunidad son: Sector La Torre, caserío San Francisco y La Colindancia. En educación destaca la Academia de Computación «Dios Fuente de Sabiduría».

## Geografía física
La altura del municipio va desde 2240 m s. n. m. en la aldea Chicajalaj hasta los 2900 m s. n. m. en el caserío La Libertad.

### Clima
La cabecera municipal de Comitancillo tiene clima templado (Köppen:Cwb).
| Parámetros climáticos promedio de Comitancillo | Parámetros climáticos promedio de Comitancillo | Parámetros climáticos promedio de Comitancillo | Parámetros climáticos promedio de Comitancillo | Parámetros climáticos promedio de Comitancillo | Parámetros climáticos promedio de Comitancillo | Parámetros climáticos promedio de Comitancillo | Parámetros climáticos promedio de Comitancillo | Parámetros climáticos promedio de Comitancillo | Parámetros climáticos promedio de Comitancillo | Parámetros climáticos promedio de Comitancillo | Parámetros climáticos promedio de Comitancillo | Parámetros climáticos promedio de Comitancillo | Parámetros climáticos promedio de Comitancillo |
| Mes                                            | Ene.                                           | Feb.                                           | Mar.                                           | Abr.                                           | May.                                           | Jun.                                           | Jul.                                           | Ago.                                           | Sep.                                           | Oct.                                           | Nov.                                           | Dic.                                           | Anual                                          |
| ---------------------------------------------- | ---------------------------------------------- | ---------------------------------------------- | ---------------------------------------------- | ---------------------------------------------- | ---------------------------------------------- | ---------------------------------------------- | ---------------------------------------------- | ---------------------------------------------- | ---------------------------------------------- | ---------------------------------------------- | ---------------------------------------------- | ---------------------------------------------- | ---------------------------------------------- |
| Temp. máx. media (°C)                          | 19.4                                           | 20.0                                           | 21.6                                           | 22.4                                           | 22.1                                           | 21.0                                           | 20.9                                           | 21.5                                           | 20.9                                           | 20.3                                           | 20.1                                           | 19.6                                           | 20.8                                           |
| Temp. media (°C)                               | 12.1                                           | 12.4                                           | 14.0                                           | 15.3                                           | 16.2                                           | 15.9                                           | 15.6                                           | 15.7                                           | 15.6                                           | 15.0                                           | 13.7                                           | 12.8                                           | 14.5                                           |
| Temp. mín. media (°C)                          | 4.8                                            | 4.9                                            | 6.5                                            | 8.3                                            | 10.3                                           | 10.9                                           | 10.4                                           | 9.9                                            | 10.4                                           | 9.7                                            | 7.4                                            | 6.1                                            | 8.3                                            |
| Precipitación total (mm)                       | 5                                              | 6                                              | 24                                             | 61                                             | 176                                            | 274                                            | 213                                            | 222                                            | 246                                            | 176                                            | 22                                             | 10                                             | 1435                                           |
| Fuente: Climate-Data.org                       |                                                |                                                |                                                |                                                |                                                |                                                |                                                |                                                |                                                |                                                |                                                |                                                |                                                |

### Ubicación geográfica
Comitancillo está prácticamente rodeado por municipios del departamento de San Marcos, excepto al este que colinda con el Cabricán, municipio del departamento de Quetzaltenango. Sus colindancias son:
- Norte: San Miguel Ixtahuacán y Sipacapa, municipios del departamento de San Marcos
- Sur: San Lorenzo y San Marcos, municipios de San Marcos
- Este: Cabricán, municipio del departamento de Quetzaltenango y Río Blanco, municipio del departamento de San Marcos
- Oeste: Tejutla y San Marcos, municipios del departamento de San Marcos[10]

|                           | Norte: San Miguel Ixtahuacán Sipacapa |                           |
| Oeste: Tejutla San Marcos |                                       | Este: Cabricán Río Blanco |
|                           | Sur: San Lorenzo San Marcos           |                           |

## Gobierno municipal
Los municipios se encuentran regulados en diversas leyes de la República, que establecen su forma de organización, lo relativo a la conformación de sus órganos administrativos y los tributos destinados para los mismos.  Aunque se trata de entidades autónomas, se encuentran sujetos a la legislación nacional y las principales leyes que los rigen desde 1985 son:
| N.º | Ley                                                | Descripción |
| --- | -------------------------------------------------- | --- |
| 1   | Constitución Política de la República de Guatemala | Tiene una regulación legal específica para los municipios en los artículos 253 al 262. |
| 2   | Ley Electoral y de Partidos Políticos              | Ley de carácter constitucional aplicable a los municipios en el tema de la conformación de sus autoridades electas. |
| 3   | Código Municipal                                   | Decreto 12-2002 del Congreso de la República de Guatemala. Tiene la categoría de ley ordinaria y contiene preceptos generales aplicables a todos los municipios, e inclusive contiene legislación referente a la creación de los municipios.             |
| 4   | Ley de Servicio Municipal                          | Decreto 1-87 del Congreso de la República de Guatemala. Regula las relaciones entra la municipalidad y los servidores públicos en materia laboral. Tiene su base constitucional en el artículo 262 de la constitución que ordena la emisión de la misma. |
| 5   | Ley General de Descentralización                   | Decreto 14-2002 del Congreso de la República de Guatemala. Regula el deber constitucional del Estado, y por ende del municipio, de promover y aplicar la descentralización y desconcentración económica y administrativa.                                |

El gobierno de los municipios está a cargo de un Concejo Municipal mientras que el código municipal —ley ordinaria que contiene disposiciones que se aplican a todos los municipios— establece que «el concejo municipal es el órgano colegiado superior de deliberación y de decisión de los asuntos municipales […] y tiene su sede en la circunscripción de la cabecera municipal»; el artículo 33 del mencionado código establece que «[le] corresponde con exclusividad al concejo municipal el ejercicio del gobierno del municipio».
El concejo municipal se integra con el alcalde, los síndicos y concejales, electos directamente por sufragio universal y secreto para un período de cuatro años, pudiendo ser reelectos.
Existen también las Alcaldías Auxiliares, los Comités Comunitarios de Desarrollo (COCODE), el Comité Municipal del Desarrollo (COMUDE), las asociaciones culturales y las comisiones de trabajo. Los alcaldes auxiliares son elegidos por las comunidades de acuerdo a sus principios y tradiciones, y se reúnen con el alcalde municipal el primer domingo de cada mes, mientras que los Comités Comunitarios de Desarrollo y el Comité Municipal de Desarrollo organizan y facilitan la participación de las comunidades priorizando necesidades y problemas.

## Historia

### Época colonial
En 1540, el obispo de Guatemala Francisco Marroquín dividió la administración eclesiástica del valle central de Guatemala entre las tres órdenes regulares principales: dominicos, franciscanos y mercedarios;  estos últimos cambiaron sus curatos del valle por los dominicos tenían en la Sierra de Huehuetenango y que incluían a Ixchiguán. En 1690, Ixchiguán era parte de Tejutla, la cual comprendía los modernos municipios de: Ixchiguán, Tajumulco, Concepción Tutuapa, Sipacapa, Sibinal, Tacaná y parte de San Miguel Ixtahuacán.
La corona española se enfocó en la catequización de los indígenas; las congregaciones fundadas por los misioneros reales en el Nuevo Mundo fueron llamadas «doctrinas de indios» o simplemente «doctrinas». Originalmente, los frailes tenían únicamente una misión temporal: enseñarle la fe católica a los indígenas, para luego dar paso a parroquias seculares como las establecidas en España; con este fin, los frailes debían haber enseñado los evangelios y el idioma español a los nativos. Ya cuando los indígenas estuvieran catequizados y hablaran español, podrían empezar a vivir en parroquias y a contribuir con el diezmo, como hacían los peninsulares. Pero este plan nunca se llevó a cabo, principalmente porque la corona perdió el control de las órdenes regulares tan pronto como los miembros de éstas se embarcaron para América; además, los indígenas nunca llegaron a entender el catolicismo correctamente porque los frailes no pudieron traducirlo correctamente a los complejos lenguajes indígenas. Por otra parte, los misioneros solamente atendieron a la autoridad de sus priores y provinciales, y no a la de las autoridades españolas ni a las de los obispos; los provinciales de las órdenes, a su vez, únicamente rendían cuentas a los líderes de su orden y no a la corona.

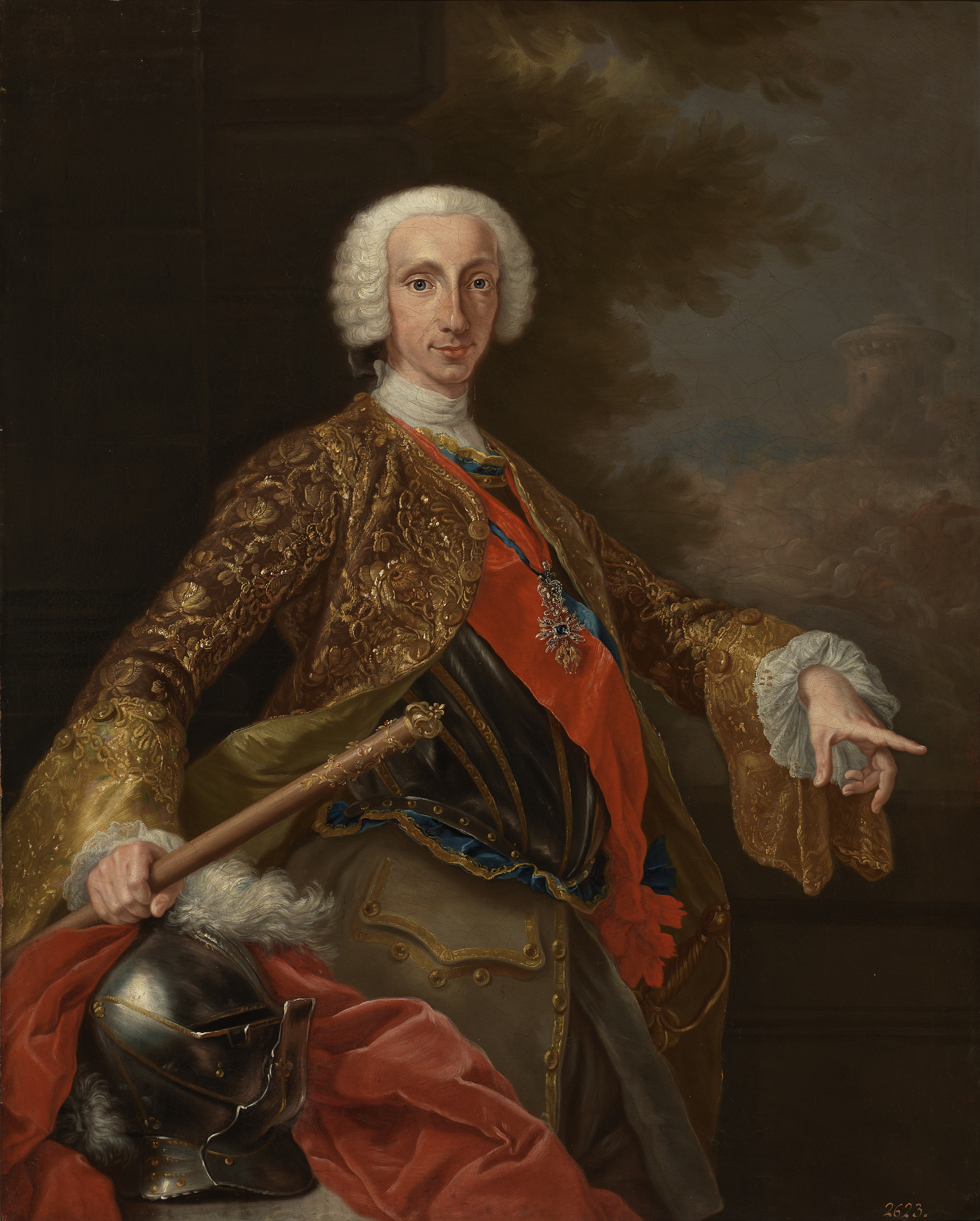
Rey Carlos III de España, promotor de las reformas borbónicas.

Las doctrinas fueron fundadas a discreción de los frailes, ya que tenían libertad completa para establecer comunidades para catequizar a los indígena; estas doctrinas crecieron sin control y nunca pasaron al control de parroquias. Se formaron alrededor de una cabecera en donde tenían su monasterio permanente los frailes y de dicha cabecera salían a catequizar o visitar las aldeas y caseríos que pertenecían a la doctrina, y que se conocían como anexos, visitas o pueblos de visita. La administración colectiva por parte del grupo de frailes eran la característica más importante de las doctrinas ya que garantizaba la continuación del sistema de la comunidad en caso falleciese uno de los dirigentes. Los  frailes mercedarios tenían a su cargo nueve doctrinas, y todos sus anexos, que eran: Santa Ana de Malacatán, Concepción de Huehuetenango, San Pedro de Solomá, Nuestra Señora de la Purificación de Jacaltenango, Nuestra Señora de la Candelaria de Chiantla, San Andrés de Cuilco, Santiago de Tejutla, San Pedro de Zacatepeques, y San Juan de Ostuncalco.
En 1754, en virtud de una Real Cédula parte de las Reformas Borbónicas, todos los curatos de las órdenes regulares fueron traspasados al clero secular; y luego, en 1765 se publicaron las reformas borbónicas de la Corona española, que pretendían recuperar el poder real sobre las colonias y aumentar la recaudación fiscal. De esta forma, la corona española estableció una política tendiente a disminuir el poder de la Iglesia católica, el cual hasta ese momento era prácticamente absoluto sobre los vasallos españoles; esta política de disminución de poder de la iglesia se basaba en la Ilustración y tenía seis puntos principales, entre los que destacaba una crítica al papel de la Iglesia dentro de la sociedad y de sus organismos derivados, sobre todo de las cofradías y hermandades. Los  mercedarios de  Guatemala entregaron sus doctrinas al clero secular, con casi treinta y tres mil indios de la sierra, todos bautizados e instruidos en la fe católica. El área de Tejutla fue un importante centro comercial y religioso; en agosto de 1767, Joseph Domingo Hidalgo describió a Santiago Tejutla como el Curato en la Gaceta de Guatemala. En el último cuarto del siglo xviii, el obispo Dr. Pedro Cortés y Larraz, quien llegó procedente de Cuilco en 1770 como parte de su inspección de la diócesis guatemalteca, reportó que en ese entonces existían «sesenta y cuatro familias de muy buen vivir» en el lugar.

### Época independiente
En la Constitución Política de la Provincias Unidas del Centro de América, decretada el 11 de octubre de 1821, Tejutla apareció por primera vez adscrita a la moderna cabecera departamental de San Marcos; Comitancillo era una aldea de Tejutla.

### El efímero Estado de Los Altos
A partir del 3 de abril de 1838 Comitancillo fue parte de la región que formó el efímero Estado de Los Altos y que forzó a que el Estado de Guatemala se reorganizara en siete departamentos y dos distritos independientes el 12 de septiembre de 1839:
- Departamentos: Chimaltenango, Chiquimula, Escuintla, Guatemala, Mita, Sacatepéquez, y Verapaz
- Distritos: Izabal y Petén[26]

La región occidental de la actual Guatemala había mostrado intenciones de obtener mayor autonomía con respecto a las autoridades de la ciudad de Guatemala desde la época colonial, pues los criollos de la localidad consideraban que los criollos capitalinos que tenían el monopolio comercial con España no les daban un trato justo.  Pero este intento de secesión fue aplastado por el general Rafael Carrera, quien reintegró al Estado de Los Altos al Estado de Guatemala en 1840.

### Tras la Reforma Liberal
El poder de Tejutla se desmoronó con el triunfo de la Reforma Liberal en 1871; cuando los liberales liderados por Miguel García Granados y Justo Rufino Barrios tomaron el poder, iniciaron una política tensa con la Iglesia Católica, que terminó con la expulsión y expropiación de bienes de las órdenes regulares y con la eliminación del diezmo obligatorio, para ahogar al clero secular.  Tejutla se quedó así sin el soporte económico de su curato, que hasta entonces habían sido su principal soporte económico y administrativo.

## Fiestas
Celebra sus fiestas principales el 3 de mayo, con la fiesta de las Cruces.

## Medios de comunicación
- Alex PV (Periodista independiente)
- Cultura visión (canal 5)
- Noti Flash de Occidente (Periodista Tito Coronado)
- Caserío La Cumbre - GT
- Súper Máquina FM 97.5 FM
- Radio Familia 92.3 FM
- Estéreo Expresiva 105.5 FM
- Estéreo Vida 96.7 FM
- Radio Sublime 106.7 FM.
- Info Súper

## Turismo
Existen cuatro vías de acceso a la cabecera municipal, ninguna de las cuales estaba asfaltada hasta 2010:
1. La carretera que atraviesa San Lorenzo.
2. La ruta por las aldeas Serchil y Tuilelén.
3. El camino por el municipio de Tejutla.
4. La carretera por la aldea San Luis Tuimuj.[7]